# Giuliano Pozzobonelli
Giuliano Pozzobonelli (fl. XVI-XVII secolo) è stato un pittore italiano.

## Biografia
Di origine milanese, fu attivo negli ultimi anni del XVI secolo. Il Lanzi afferma che fu artista di buona fattura, che realizzò alcune opere che si avvicinarono alle migliori realizzazioni del Cerano. Le ultime notizie su di lui risalgono al 1605.
Anche il figlio Alfonso fu pittore.

### Opere

Ritratto di Girolamo Tauro detto il Tavola, Raccolte d'Arte dell'Ospedale Maggiore, Milano

- Ritratto del cardinale Agostino Cusani, Raccolte d'Arte dell'Ospedale Maggiore, Milano
- Ritratto di Bensperando II, (attribuito), Museo Villa della Porta Bozzolo, Casalzuigno (VA)
- Ritratto di Francesco Vigo detto il Pensino, Raccolte d'Arte dell'Ospedale Maggiore, Milano
- Ritratto di Gabriele Recalcati, Raccolte d'Arte dell'Ospedale Maggiore, Milano
- Ritratto di Giovanni Antonio Marchesonio, (attribuito alla sua cerchia), Raccolte d'Arte dell'Ospedale Maggiore, Milano
- Ritratto di Girolamo Tauro detto il Tavola, Raccolte d'Arte dell'Ospedale Maggiore, Milano